# Tonkinlangoer
De tonkinlangoer (Trachypithecus francoisi), ook wel Françoislangoer genoemd, is een zoogdier uit de familie van de apen van de Oude Wereld (Cercopithecidae). De wetenschappelijke naam van de soort werd voor het eerst geldig gepubliceerd door Pousargues in 1898.

## Verspreiding
De tonkinlangoer komt voor in Zuidwest-China en Noord-Vietnam.